# Logarovci
Logarovci este o localitate din comuna Križevci, Slovenia, cu o populație de 293 de locuitori.